# Dihotomie sacru-profan
Dihotomia sacru–profan este o idee postulată de sociologul francez Émile Durkheim, care a considerat-o principala caracteristică a religiei: „religia este un sistem unitar de credințe și practici relaționate cu lucruri sacre, adică cu lucruri puse deoparte și interzise”. În teoria lui Durkheim, sacrul reprezenta interesele grupului, în special unitatea, care erau încorporate în simboluri de grup sacre sau totemuri. Profanul, pe de altă parte, implica preocupări individuale lumești. Durkheim a afirmat în mod explicit că dihotomia sacru/profan nu era echivalentă cu dihotomia bine/rău. Sacrul ar putea fi bun sau rău, la fel ca și profanul.

## Critici
Pretenția lui Durkheim de universalitate a acestei dihotomii pentru toate religiile/cultele a fost criticată de oameni de știință precum antropologul britanic Jack Goody. Goody a remarcat, de asemenea, faptul că „multe societăți nu au cuvinte care să traducă termenii sacru sau profan și că în cele din urmă, la fel ca distincția dintre natural și supranatural, această dihotomie era mai degrabă un produs al gândirii religioase europene decât un criteriu universal aplicabil”.